# 바지 소송
바지 소송(Pearson v. Chung)이란 2005년에 로이 피어슨 주니어(Roy L. Pearson, Jr.)라는 판사가 워싱턴 D.C에 있는 한인 세탁소에 맡겨놓은 바지가 분실되었다는 이유로 세탁소 주인 정진남을 상대로 6700만 달러의 손해배상 소송을 걸어 패소한 사건을 말한다.

## 개요

### 소송과 재판
소송을 걸은 피어슨 판사는 세탁소 주인이 자신의 바지를 분실함으로써 막대한 손실을 입었다며 6천700만달러를 보상하라는 소송을 냈으며, 2007년 5월 30일에는 세탁소 내 붙여놓은 ‘고객만족 보장’을 지키지 않아 소비자를 기만하는 등 소비자보호법을 위반했다며 5400만달러의 손해배상 소송을 제기하였다.
그러나 정진남 측 크리스 매닝 변호사는 "'고객만족 보장'이란 광고문이 고객에 대한 무조건적 만족을 의미하는 것은 아님을 정상인이면 이해할 것"이라고 반박했고, 이 사건을 맡은 워싱턴 DC 상급법원의 주디스 바트노프 판사는 2007년 6월 26일, "이성적인 소비자라면 '고객만족 보장'이 고객의 불합리한 요구까지 만족시킨다거나 합리적인 법적 다툼까지 포기하는 것이라고 해석하지는 않을 것"이라고 지적하면서 원고측이 주장한 혐의사실을 모두 인정하지 않음으로써 정진남 측의 손을 들어주었다. 또한 피어슨은 정진남으로부터 아무런 보상도 받을 수 없으며, 정진남은 피어슨에 맞선 법적 행동에 대한 비용을 보상받는다고 판결했다.

### 항소와 재심청구 기각
이 사건 후, 정진남은 가지고 있던 3개의 세탁소 중에서 2곳은 수입이 줄어서 문을 닫았으며, 피어슨은 2007년 8월 9일 재임용 심사에서 탈락했다. 이 후 피어슨은 2008년 9월에 항소 및 재임용 탈락취소 소송을 제기했으나, 2008년 12월 18일에 “원고인 로이 피어슨 전 판사는 세탁소가 내건 ‘만족보장’이라는 문구가 무조건적이고 무제한적인 보증을 의미하며 자신은 사기피해자라는 주장을 입증하지 못했고, 주장의 논리성도 결여됐다”며 만장일치로 기각결정을 내렸다. 3인으로 구성된 항소심 재판부는 “세탁소가 고객과의 약속을 어긴 것이 사기에 해당한다고 보기도 어렵다”고 설명했다.
피어슨은 항소기각 이후에도 2009년 1월 6일에 재심을 청구했으나 3월 2일에 기각되었다. 피어슨이 마지막 기회였던 대법원 재심청구를 포기함으로써 소송은 완전히 종결되었다.